# Tonight Starring Jack Paar
Tonight Starring Jack Paar (senare säsonger The Jack Paar Tonight Show) är en amerikansk pratshow med Jack Paar, i The Tonight Show-konceptet, som sändes mellan 1957 och 1962. Pratshowen sändes på NBC från RCA Building i New York. 
Paar var programledare för morgonprogrammet The Early Show på CBS innan han bytte kanal och tog över Tonight. Under hans värdskap fick programmet den framgång som tidigare uteblivit och en större spridning. Programformatet hade då arbetats om till att bli en pratshow med varietéinslag och ett husband tillfördes, i ledning av Paars vän, pianisten José Melis som spelade för studiopubliken i reklampauser samt kunde ackompanjera gästartister. 
I oktober 1962 tog Johnny Carson över och programmet fick namnet The Tonight Show Starring Johnny Carson.